# Homoncocnemis picina
Homoncocnemis picina là một loài bướm đêm trong họ Noctuidae.